# Списак утакмица Фудбалске репрезентације Јужног Судана
Репрезентација Јужног Судана је одиграла две незваничне утакмице током 2011. године, док је 2012. постала пуноправни члан КАФ и ФИФА.

## 2011
Прве незваничне утакмице Јужни Судан је одиграо против клубова из Кеније и Уганде.
| Јужни Судан     | 1 – 3    | ФК Тускер                          |
| --------------- | -------- | ---------------------------------- |
| Џејмс Џозеф 10’ | Извештај | ?’ Џорџ Мидењо · ?’ (аг.) непознат |

| Јужни Судан          | 1 – 1 | ФК Вила     |
| -------------------- | ----- | ----------- |
| Андријан Малјанг 16’ |       | ?’ непознат |

## 2012
Прву званичну утакмицу под окриљем ФИФА Јужнис Судан је одиграо против селекције Уганде на свом терену.
| Јужни Судан                                | 2 – 2    | Уганда                              |
| ------------------------------------------ | -------- | ----------------------------------- |
| Ричард Џастин 13’ (пен.) · Џејмс Џозеф 42’ | Извештај | 7’ Цезар Окути · 33’ Џулијус Огванг |

### КЕСАФА куп
Јужни Судан је учествовао на првом званичном међународном такмичењу у Уганди, где је одиграо три утакмице и сва три пута је поражен.
| Етиопија                             | 1 – 0 | Јужни Судан |
| ------------------------------------ | ----- | ----------- |
| Адане Гирма 31’ · Јонатан Кебеде 60’ |       |             |

| Јужни Судан    | 0 – 2 | Кенија                                  |
| -------------- | ----- | --------------------------------------- |
| Денг Атити 23’ |       | 13’ Дејвид Очијенг · 66’ Клифтон Михезо |

| Јужни Судан         | 0 – 4 | Уганда                                                                           |
| ------------------- | ----- | -------------------------------------------------------------------------------- |
| Емануел Мескјен 68’ |       | 24’, 40’ Брајан Умони · 47’ Роберт Сентонго · 49’ Хенри Калунги · 79’ Хамис Киза |

## Друге репрезентације
Репрезентација Јужног Судана одиграла је четири званичне међунардоне утакмице.
| Противник | Победа | Нерешено | Пораз | Гол-разлика | Укупно мечева |
| --------- | ------ | -------- | ----- | ----------- | ------------- |
| Уганда    | 0      | 1        | 1     | 2:6         | 2             |
| Кенија    | 0      | 0        | 1     | 0:2         | 1             |
| Етиопија  | 0      | 0        | 1     | 0:1         | 1             |